# Bowang (Ma’anshan)
Bowang (chiń. upr. 博望区; chiń. trad. 博望區; pinyin Bówàng Qū) – dzielnica miasta Ma’anshan w prowincji Anhui we wschodniej części Chińskiej Republiki Ludowej. Powstała we wrześniu 2012 decyzją Rady Państwa poprzez oddzielenie trzech miast (Bowang, Danyang i Xinshi) od powiatu Dangtu.